# Adelaida (Austràlia)
Adelaida (en anglès Adelaide) és la capital i la ciutat més poblada de l'estat australià d'Austràlia Meridional. Amb una població d'1.304.631 persones (2014), és la cinquena ciutat més gran d'Austràlia per nombre d'habitants.

## Localització

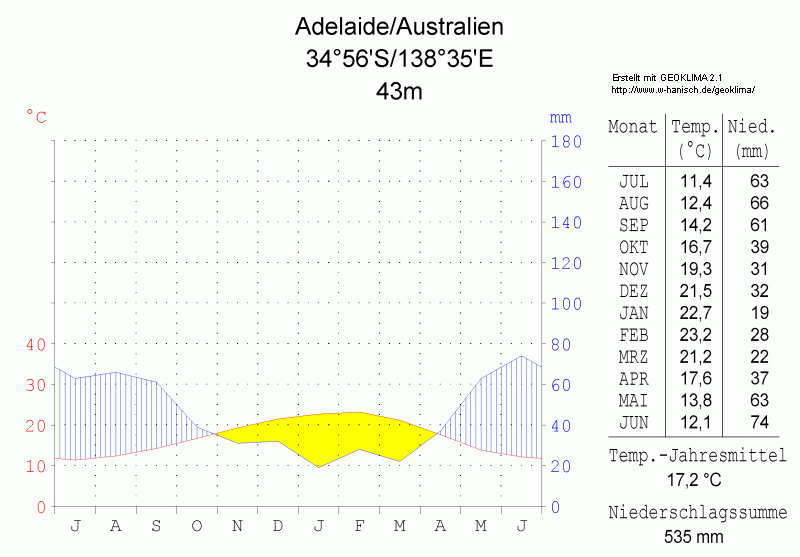
Climograma d'Adelaida

Adelaida és una ciutat costanera tocant al que tradicionalment s'ha considerat el sud-est de l'oceà Índic, si bé per als mateixos australians està banyada per l'oceà Antàrtic, que ells anomenen Southern Ocean ("oceà Austral"). Està situada als anomenats Adelaide Plains («Plans d'Adelaida»), al nord de la península de Fleurieu, entre el golf de Saint Vincent i la serralada de Mount Lofty.
- Altitud: 65 metres.
- Latitud: 34º 55' 59" S
- Longitud: 138º 36' 00" E

## Clima
Adelaida té un clima mediterrani, on la majoria de les pluges tenen lloc els mesos d'hivern. De les capitals australianes, Adelaida és la més seca. Les precipitacions són incertes, lleugeres i infreqüents durant l'estiu i bastant més fiables l'hivern, amb un més de juny (l'hivern australià) que és el més humit de l'any, en què hi ha una mitjana de precipitacions al voltant de 80 mm. Les glaçades són rares; potser les més notables que hagin ocorregut mai han estat les del juliol de 1908 i de 1982. La precipitació en forma de neu encara és més escassa, excepte al Mount Lofty i en alguns llocs dels turons d'Adelaida.
|                                 | gen. | feb. | març | abr. | maig | juny | jul. | ago. | set. | oct. | nov. | des. | Any   |
| ------------------------------- | ---- | ---- | ---- | ---- | ---- | ---- | ---- | ---- | ---- | ---- | ---- | ---- | ----- |
| Temperatura màxima (°C)         | 28,8 | 29,4 | 26,1 | 22,4 | 18,9 | 16,1 | 15,3 | 16,5 | 18,8 | 21,5 | 24,8 | 26,8 | 22,1  |
| Temperatura mínima (°C)         | 16,8 | 17,2 | 15,0 | 12,2 | 10,1 | 8,2  | 7,4  | 8,2  | 9,6  | 11,3 | 13,8 | 15,5 | 12,1  |
| Total pluja (mm)                | 19,2 | 13,7 | 26,2 | 38,7 | 62,6 | 83,1 | 77,8 | 68,1 | 63,6 | 48,5 | 29,6 | 26,8 | 558,1 |
| Dies de pluja                   | 4,3  | 3,4  | 5,7  | 7,9  | 12,3 | 15,4 | 16,2 | 16,4 | 13,2 | 10,8 | 8,1  | 6,7  | 120,5 |
| Source: Agència de Meteorologia |      |      |      |      |      |      |      |      |      |      |      |      |       |

## Història

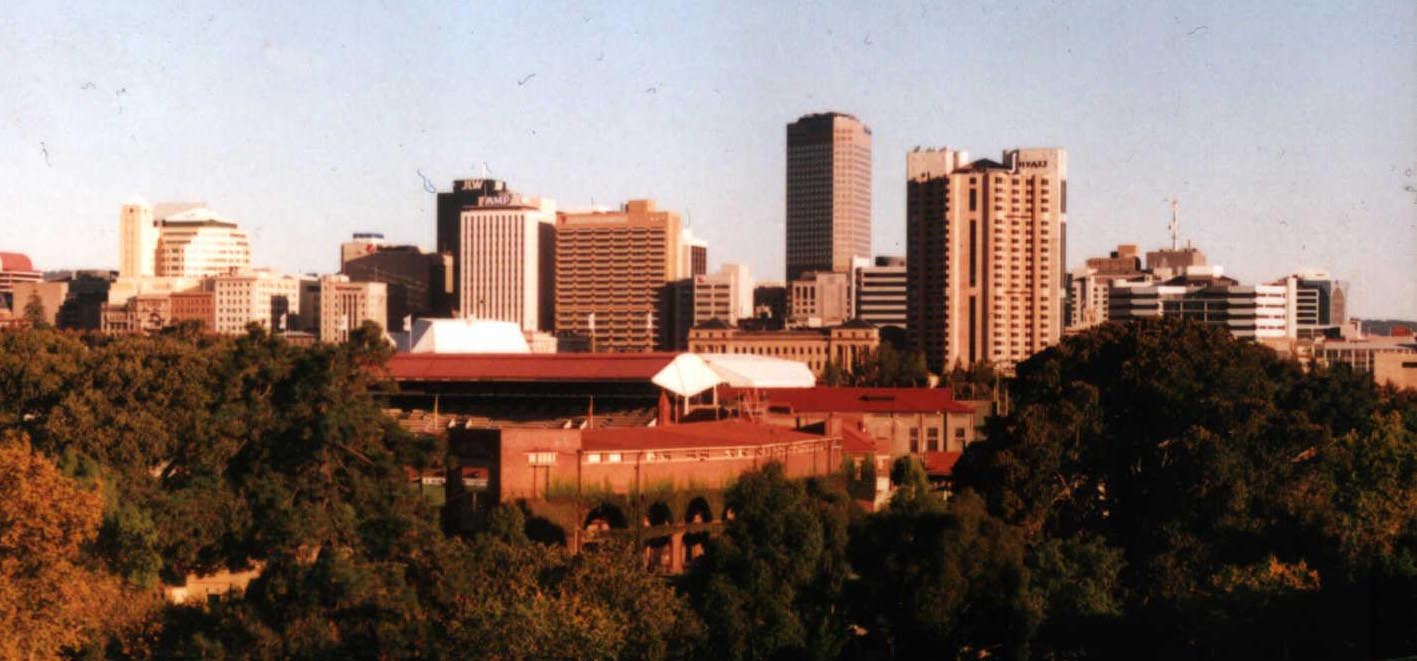
Edificis d'Adelaida

La ciutat va ser nomenada Adelaida en honor de la reina Adelaida, esposa de Guillem IV del Regne Unit, i va ser fundada el 1836. El coronel William Light, un dels pares de la formació de la ciutat, va dissenyar-ne el plànol i la seva localització estratègica, prop del riu Torrens. Light va dissenyar Adelaida amb grans espais, grans places i parcs, bells edificis, etc. Aviat, Adelaida es va convertir en la ciutat de les llibertats, amb llibertat de triar religió, progressisme polític i llibertats civils, i va liderar les grans reformes mundials. Avui dia, Adelaida és coneguda com la ciutat de la cultura a Austràlia, amb molts festivals, teatres, etc., i és famosa també pel seu vi, l'art i els esports.

## Economia
Adelaida és el centre governatiu, comercial i cultural d'Austràlia Meridional. Hi tenen la seu un bon nombre d'institucions governamentals i financeres, instal·lades la major part en alts gratacels. Moltes de les empreses i negocis es concentren al centre de la ciutat, des del bulevard cultural de North Terrace fins als districtes financers de la ciutat. L'economia està basada en la indústria (materials de construcció, manufactura de components elèctrics, fabricació d'automòbils i refinatge de petroli). També exporta cereals, llana, fruita i vi.

## Cultura

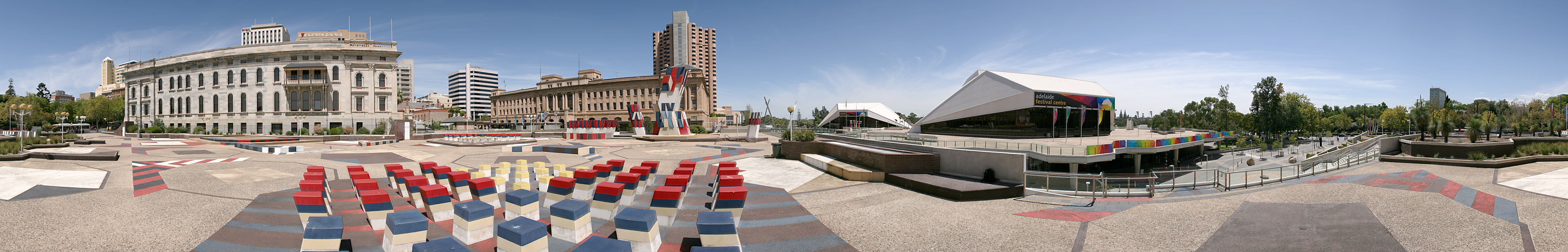
Vista panoràmica d'Adelaida

El seu urbanisme ha estat molt cuidat, amb els districtes residencials separats de l'àrea comercial pel riu Torrens. En destaquen amplis carrers com King William i North Terrace, i preciosos edificis com el del Parlament, la seu del Govern, la catedral catòlica, les universitats, l'Observatori i diversos museus i galeries d'art.
Al bulevard de la cultura a l'avinguda North Terrace, trobem la Galeria d'Art d'Austràlia del Sud (The Art Gallery of South Australia, AGSA), el museu més antic de Austràlia del Sud. Acull la segona col·lecció d'obres d'art més gran d'Austràlia després de la de Victoria.

## Fills il·lustres
- Elizabeth Webb Nicholls (1850–1943), sufragista
- Helen Mayo (1878–1967), metgessa i professora de medicina
- William Lawrence Bragg (1890–1971), físic
- Margaret Sutherland (1896–1984), compositora, pianista i professora
- Judith Anderson (1897–1992), actriu de teatre i cinema
- Howard Walter Florey (1898–1968), farmacòleg i patòleg, Premi Nobel de Medicina o Fisiologia de l'any 1945.
- Robert Stigwood (1934–2016), empresari i productor discogràfic
- Rafe de Crespigny (1936–), professor adjunt retirat del Centre de la Xina i Corea, es va especialitzar en història, geografia i literatura xinesa.
- Robin Warren (1937–), patòleg, Premi Nobel de Medicina o Fisiologia de l'any 2005.
- Michael Turtur (1958–), ciclista
- Andrew Schultz (1960–), aclamat compositor clàssic
- Stephen Hodge (1961–), ciclista
- Jane Peters (1963–), violinista
- Darren Cahill (1965–), exjugador i entrenador de tennis
- Kerri Pottharst (1965–), jugadora de voleibol platja
- Mark Woodforde (1965–), extennista professional
- Aurelio Vidmar (1967–), exfutbolista i entrenador
- David Solari (1968–), ciclista
- Brett Aitken (1971–), ciclista
- Stuart O'Grady (1973–), ciclista
- Sia (1975–), cantant i compositora
- Jay Sweet (1975–), ciclista
- Terence Tao (1975–), matemàtic
- John Aloisi (1976–), futbolista
- Russell Van Hout (1976–), ciclista
- Luke Roberts (1977–), ciclista
- Jordan Kerr (1979–), extennista professional
- Rosealee Hubbard (1980–), ciclista
- Lleyton Hewitt (1981–), tennista
- Laura Summerton (1983–), jugadora de bàsquet
- Hannah Davis (1985–), piragüista
- Orianthi (1985–), guitarrista
- Teresa Palmer (1986–), actriu, escriptora i model
- Jack Bobridge (1989–), ciclista
- Tim Phillipps (1989–), actor
- Cameron Bayly (1990–), ciclista
- Rohan Dennis (1990–), ciclista
- Stephanie Morton (1990–), ciclista
- Annette Edmondson (1991–), ciclista
- Sam Willoughby (1991–), ciclista
- Matthew Glaetzer (1992–), ciclista
- Damien Howson (1992–), ciclista
- Emily Seebohm (1992–), nedadora
- Miles Scotson (1994–), ciclista
- Alexander Porter (1996–), ciclista
- Rohan Wight (1997–), ciclista